# Rhyacophila macrorrhiza
Rhyacophila macrorrhiza är en nattsländeart som beskrevs av Sun och Yang 1995. Rhyacophila macrorrhiza ingår i släktet Rhyacophila och familjen rovnattsländor. Inga underarter finns listade i Catalogue of Life.